# Naima Farhi
Pour les articles homonymes, voir Naima (homonymie) et Farhi.
Naima Farhi (née en 1976 à Sétif) est une femme politique algérienne. 
Avocate de formation, Naima Farhi est la députée de Sétif pour le Mouvement El-Infitah. 
Elle a aussi été la présidente du l’Observatoire algérien pour la femme, une structure qui se propose de contribuer à la conjugaison des efforts visant à permettre l’accès de la femme aux centres de décision et à l’égalité des chances. L’organisme consultatif veillera en outre à établir des liens d’amitié et de coopération avec les organisations régionales et internationales et à valoriser les acquis réalisés en Algérie au profit de la femme. L’observatoire algérien pour la femme mettra en place un conseil national consultatif et ouvrira des bureaux de wilaya.